# 1488
Năm 1488 là một năm trong lịch Julius.